# Quadricalcarifera stauropoides
Quadricalcarifera stauropoides är en fjärilsart som beskrevs av Sergius G. Kiriakoff 1974. Quadricalcarifera stauropoides ingår i släktet Quadricalcarifera och familjen tandspinnare. Inga underarter finns listade.